# آنتونی آر هانتر
آنتونی آر هانتر (انگلیسی: Anthony R. Hunter؛ زادهٔ ۲۳ اوت ۱۹۴۳) یک دانشمند در زمینه زیست‌شناسی اهل ایالات متحده آمریکا است.